# Hudební festival Antonína Dvořáka Příbram
Hudební festival Antonína Dvořáka Příbram (dříve V Příbrami) se koná každoročně v období od konce dubna do konce května, resp. začátku června v Příbrami a okolních městech a obcích (Divadlo Antonína Dvořáka Příbram, kostel sv. Jakuba Staršího, Zámeček Ernestinum (Galerie Fr. Drtikola), Památník A. Dvořáka ve Vysoké u Příbrami, Zámek Březnice, Zámek Dobříš a další). Festivalový program tvoří průměrně deset koncertů. Byl založen roku 1969 díky iniciativě Společnosti Antonína Dvořáka.

## Historie
Úsilím předsedy Společnosti Antonína Dvořáka, dr. Karla Mikysi a zejména Františka Černého, ředitele Okresního kulturního střediska v Příbrami, získal festival hned zpočátku výraznou podporu Ministerstva kultury i významných podniků regionu (Kovohutě Příbram, ZRUP Příbram, ČUP, SVA Příbram a dalších).
Od roku 1990 převzalo organizaci festivalu Divadlo Antonína Dvořáka Příbram. V letech 1996 až 1998 se organizace festivalu ujala Nadace Hudebního festivalu Antonína Dvořáka, která však byla nucena kvůli legislativním změnám (zákon o nadacích podmiňující jejich existenci stálým jměním 500 tisíc Kč) opět předat festival Divadlu A. Dvořáka. Následně pořádání festivalu přešlo na Odbor školství a kultury Městského úřadu Příbram, resp. Odbor školství, kultury, sportu a informačních služeb, který do roku 2015 organizoval festival ve spolupráci s festivalovým výborem, v čele s mistrovým vnukem, Antonínem Dvořákem III. V té době, roku 2012, se stal Hudební festival Antonína Dvořáka Příbram rovněž členem Asociace hudebních festivalů ČR.

## Současnost
Ve snaze o soustavný rozvoj festivalu po stránce umělecké i ekonomické bylo v roce 2015 přistoupeno Městským úřadem Příbram k transformaci festivalu, spočívající v přesunu pořadatelství vč. licenčních práv na nově vzniklou neziskovou organizaci Dvořákovo Příbramsko, z.ú. V jejím čele stojí dosavadní programová ředitelka HF AD Příbram, Mgr. Albína Houšková, předsedou správní rady se stal opět Antonín Dvořák III.

## Osobnosti na festivalu
Do roku 1990 na festivalu vystoupili z významných českých hudebních těles např. Česká filharmonie, Symfonický orchestr hlavního města Prahy FOK, Pražský komorní orchestr, Slovenská filharmonie či Filmový symfonický orchestr, ze zahraničních Leningradská filharmonie, Moskevská státní filharmonie, Varšavská státní filharmonie nebo Royal Philharmonic Orchestra London. Z dirigentů zavítali do Příbrami, resp. Vysoké u Příbrami Marek Emler, Charles Groves, Arvīds Jansons a Dimitrij Kitajenko, ze sólistů Gabriela Beňačková, Ivana Mixová, Jana Jonášová, Beno Blachut, Eduard Haken, Václav Zítek, Ivo Žídek, Felix Slováček, Václav Hudeček. V posledních letech se na festivalu představili např. Eva Urbanová, Dagmar Pecková, Jaroslav Svěcený, Jiří Bárta, Ivan Ženatý, Adam Plachetka či Kateřina Englichová.

## Doprovodné akce
Součástí festivalu jsou doprovodné akce zaměřené jak speciálně na děti (operní představení uzpůsobené pro děti apod.), tak na širokou veřejnost (akce Den s Antonínem Dvořákem ad.).